# Deltametrina
La deltametrina (C22H19Br2NO3) è un insetticida e acaricida della categoria dei piretroidi.

## Proprietà fitosanitarie
La deltametrina agisce su un elevato numero di insetti e sulle forme mobili degli acari, prevalentemente per contatto e secondariamente per ingestione. Ha un forte potere abbattente ed è fotostabile, perciò manifesta una discreta persistenza. Come gli altri piretroidi, ha un'azione neurotossica, provocando la paralisi degli insetti in brevissimo tempo. Non penetra all'interno dei tessuti vegetali, perciò è usata come prodotto di copertura.

## Ambiti d'impiego
Introdotta nel 1973, la deltametrina trova impiego in frutticoltura, viticoltura, olivicoltura, orticoltura, floricoltura, sulle piante ornamentali, sulle colture erbacee industriali (cereali, barbabietola, oleaginose, tabacco, cotone, ecc.), foraggicoltura, fungicoltura, pioppicoltura, vivaismo. 
Inoltre è usata anche per la disinfestazione delle granaglie immagazzinate, come antiparassitario per cani e come insetticida per ambienti domestici.
Per le sue prerogative (ampio spettro d'azione, azione per contatto ed elevato potere abbattente) si presta per combattere le forme adulte, anche volanti, e gli stadi preimmaginali che non penetrano all'interno dei tessuti vegetali. Per il suo potere abbattente si presta anche ad essere impiegato come biocida per esche avvelenate e trappole per cattura massale.

## Impatto ambientale
L'impatto ambientale è notevole: al pari di tutti i piretroidi, la deltametrina è scarsamente selettiva, perciò si rivela particolarmente nociva nei confronti dell'artropodofauna utile. Il suo impiego deve pertanto essere limitato e circoscritto ad ambiti in cui l'effetto sull'artropodofauna utile è di basso impatto. È nociva per gli organismi acquatici.

## Tossicità
La deltametrina è classificata come moderatamente tossica dall'Organizzazione Mondiale della Sanità. Nei formulati commerciali autorizzati in Italia è classificata come nocivo o non classificato, secondo la concentrazione.
La LD50 nel ratto è superiore a 2000 mg/kg, sia per via orale sia per via dermale. Il rischio maggiore è quello legato all'ingestione, mentre, data la bassa volatilità, l'inalazione del principio attivo è difficile. Sulla pelle può provocare temporanee irritazioni. L'avvelenamento da deltametrina provoca forti dolori addominali, convulsioni, vomito e perdita di coscienza. L'inalazione, per aerosol, provoca vertigine, cefalea, tosse.
La deltametrina è estremamente tossica per i gatti, così come la permetrina, un altro piretroide molto diffuso negli antiparassitari per cani e negli insetticidi per ambienti domestici. La tossicità è dovuta alla carenza dell'enzima glicosidasi nei gatti, che possono subire gravi danni dal contatto diretto o indiretto con cani trattati.

## Aspetti normativi
Negli ultimi anni le autorizzazioni ministeriali di alcuni preparati a base di deltametrina, utilizzati in prevalenza in agricoltura, sono state oggetto di revoca ai fini della riclassificazione. La deltametrina viene attualmente utilizzata anche in prodotti disinfestanti ad uso civile, in conformità con la nuova normativa sui biocidi.